# DNA-bindendes Protein H-NS
Das Nukleoid-assoziierte Protein H-NS (engl. Histone-like Nucleoid Structuring Protein) ist ein wichtiges Genregulatorprotein bei Enterobakterien mit meist reprimierender Wirkung. Dabei spielt es eine Schlüsselrolle bei der Anpassung an veränderte Umweltbedingungen sowie bei Stress. Außerdem schützt H-NS das Bakterium vor fremder, potentiell schädlicher DNA. In E. coli stehen 200–300 Gene unter seiner Kontrolle und es ist mit ca. 20.000 Molekülen pro Zelle eines der häufigsten DNA-bindenden Proteine.

## Reprimierende Wirkung
H-NS bindet zwar für ein DNA-bindendes Protein wenig spezifisch an DNA, kann jedoch sehr spezifisch die Expression bestimmter Gene unterdrücken (Silencing). Dazu oligomerisiert es und bindet bevorzugt jedoch nur schwach spezifisch an AT-reiche DNA-Sequenzen. Liegen diese AT-reichen Sequenzen in der Nähe eines Promotors, kann die RNA-Polymerase die Transkription nicht starten und das Gen ist aus. Häufig binden H-NS-Moleküle sowohl vor (upstream) als auch hinter (downstream) dem Promotor, so dass eine DNA-H-NS-DNA-Brücke entsteht (siehe Grafik) in deren Schleife die RNA-Polymerase „gefangen“ ist. Ist diesem Fall ist das Gen ebenfalls reprimiert. 
Zwar bindet H-NS wenig spezifisch an AT-reiche Sequenzen, es ist trotzdem in der Lage Gene spezifisch zu kontrollieren. Diese Tatsache ist damit zu erklären, dass bei der Aktivierung der Gene, die durch H-NS reprimiert werden, viele verschiedene, stark spezifische Proteine eine Rolle spielen, die H-NS durch verschiedene Mechanismen verdrängen können. Daher wird die Aktivierung des durch H-NS reprimierten Genes als De-Repression oder Anti-Silencing genannt.

## Schutzfunktion
Eine weitere zentrale Funktion von H-NS ist die Reprimierung von fremder, durch horizontalen Gentransfer aufgenommener DNA (xenogeneic silencing). Diese Funktion schützt das Bakterium vor schädlicher Wirkung durch Phagen, welche ihre DNA in das Bakterium als Wirtszelle injizieren, wodurch dieses früher oder später zu Grunde geht. In der Regel erfolgt die Erkennung  durch das erhöhte AT/GC-Verhältnis der fremden DNA.